# Eerste klasse (2009/2010)
Sezon 2009/2010 Eerste klasse (nidrl.) albo Division I (fr.) czyli najwyższej klasy rozgrywkowej w Belgii (znanej także pod komercyjną nazwą Jupiler Pro League) jest 107 sezonem w historii. Sezon rozpoczęto 31 lipca 2009 a zakończenie przewidziano na maj 2010, kiedy to zostaną rozegrane dwa ostatnie mecze rundy barażowej. Standard Liège był obrońcą tytułu mistrzowskiego, ale nowym mistrzem została drużyna Anderlechtu.

## Zmiany w stosunku do sezonu 2008/2009
W obecnym sezonie nastąpiły istotne zmiany w formacie rozgrywek. Po raz pierwszy została wprowadzona formuła baraży (play-off), rozgrywanych po zakończeniu regularnego sezonu. Została także zredukowana liczba drużyn uczestniczących w rozgrywkach z 18 do 16 drużyn.
Uczestniczące drużyny rozegrają początkowo pierwszych 30 meczów w systemie kołowym, a następnie będą uczestniczyć w barażach. Zakwalifikowane zostaną do niech zespoły odpowiednio do miejsc jakie zajmą te drużyny w regularnym sezonie. Jedynie drużyna, która zajmie ostatnie 16. miejsce, ulegnie degradacji do Tweede klasse i nie będzie uczestniczyć w barażach. Punkty wywalczone w regularnym sezonie zostaną podzielone na połowę i zaokrąglone w dół w przypadku liczby nieparzystej.
Pierwszych sześć zespołów zostanie przydzielonych do pierwszej grupy barażowej zwanej grupą mistrzowską. Drużyny te rozegrają 10 kolejnych meczów w systemie kołowym. Zwycięzca tej fazy zostanie mistrzem Belgii i awansuje do III rundy kwalifikacyjnej Ligi Mistrzów. Druga drużyna zostanie wicemistrzem i także awansuje do tej rundy. Trzecia drużyna z baraży uzyska promocję do III rundy kwalifikacyjnej Ligi Europy, podczas gdy czwarta drużyna będzie musiała się ubiegać o takie prawo w kolejnych fazach rozgrywek.
Drużyny które ukończą regularny sezon na miejscach od 7 do 14 zagrają w barażach o Ligę Europy. Rozgrywki zostaną przeprowadzone w dwóch grupach. Zespoły z miejsc 7, 9, 12 oraz 14 stworzą Grupę A, podczas gdy pozostałe zespoły rozpoczną rozgrywki w Grupie B. Każdy z zespołów rozegra w systemie kołowym kolejnych 6 meczów, po których zostanie wyłoniona najlepsza drużyna z obydwu grup w dwumeczu. Najlepsza drużyna wśród wszystkich drużyn grających w dwóch grupach uzyska prawo do spotkania się z drużyną z czwartego miejsca grupy mistrzowskiej. Zwycięzca tej rywalizacji zagra w drugiej rundzie rozgrywek Ligi Europy. 
Drużyna z 15. miejsca w regularnym sezonie, będzie uczestniczyć w barażach o Eerste klasse wraz z drużynami z miejsc 2-5 z Tweede klasse. Najlepsza z tych drużyn będzie grać w rozgrywkach Eerste klasse w sezonie 2010/2011.

## Drużyny
| Uczestnicy poprzedniej edycji                                                                                 | Uczestnicy poprzedniej edycji | Uczestnicy poprzedniej edycji | Uczestnicy poprzedniej edycji |
| --- | ----------------------------- | ----------------------------- | ----------------------------- |
| STL | Standard Liège                | 1                             |                               |
| AND | RSC Anderlecht                | 2                             |                               |
| CLB | Club Brugge                   | 3                             |                               |
| KAA | KAA Gent                      | 4                             |                               |
| ZWA | SV Zulte Waregem              | 5                             |                               |
| WES | KVC Westerlo                  | 6                             |                               |
| LOK | Lokeren                       | 7                             |                               |
| GNK | KRC Genk                      | 8                             |                               |
| CER | Cercle Brugge                 | 9                             |                               |
| KVM | KV Mechelen                   | 10                            |                               |
| MOU | Mouscron                      | 11                            |                               |
| CHA | Charleroi                     | 12                            |                               |
| GBA | Germinal Beerschot            | 13                            |                               |
| KVK | Kortrijk                      | 14                            |                               |
| ROE | KSV Roeselare                 | 16                            |                               |
| Awans z Tweede klasse                                                                                         |                               |                               |                               |
| STR | Sint-Truiden                  | 1                             |                               |
| Oznaczenia: - kolumna pierwsza – skróty nazw drużyn, - kolumna trzecia – miejsce zajęte w poprzednim sezonie. |                               |                               |                               |

## Stadiony
| Klub               | Miasto       | Stadion                     | Pojemność |
| ------------------ | ------------ | --------------------------- | --------- |
| RSC Anderlecht     | Anderlecht   | Stade Constant Vanden Stock | 28,063    |
| Club Brugge        | Brugge       | Jan Breydel Stadion         | 29,415    |
| Charleroi          | Charleroi    | Stade du Pays de Charleroi  | 24,891    |
| Cercle Brugge      | Brugge       | Jan Breydel Stadion         | 29,415    |
| KRC Genk           | Genk         | Cristal Arena               | 24,900    |
| KAA Gent           | Gandawa      | Jules Ottenstadion          | 12,919    |
| Germinal Beerschot | Antwerp      | Stadion Olimpijski          | 12,771    |
| Kortrijk           | Kortrijk     | Guldensporen Stadion        | 9,500     |
| Lokeren            | Lokeren      | Daknamstadion               | 10,000    |
| KV Mechelen        | Mechelen     | Achter de Kazerne           | 13,123    |
| Mouscron           | Mouscron     | Stade Le Canonnier          | 11,300    |
| KSV Roeselare      | Roeselare    | Schiervelde Stadion         | 9,036     |
| Sint-Truiden       | Sint-Truiden | Staaienveld                 | 11,250    |
| Standard Liège     | Liège        | Stade Maurice Dufrasne      | 30,000    |
| KVC Westerlo       | Westerlo     | Het Kuipje                  | 8,200     |
| SV Zulte Waregem   | Waregem      | Regenboogstadion            | 8,500     |

## Sezon zasadniczy

### Degradacja Mouscron
W trakcie sezonu Mouscron wpadł w kłopoty finansowe, które doprowadziły ostatecznie do bankructwa klubu, ogłoszonego 28 grudnia 2009. Wcześniej piłkarze tego klubu odmówili, w ramach strajku o zaległe pensje, rozegrania 2 spotkań ligowych. Zgodnie z regulaminem rozgrywek, nierozegranie 3 meczów z rzędu powoduje automatyczną degradację danej drużyny – Mouscron został więc relegowany do Derde klasse (trzeciej klasy rozgrywkowej). Wyniki dotychczas rozegranych przez zespół meczów oraz spotkania, które miał rozegrać w dalszej części sezonu, zostały anulowane przez KBVB (Belgijską Federację Piłkarską).

### Tabela
| Lp. | Drużyna            | M  | Z  | R  | P  | Bramki | Bramki | Różn. | Pkt | Uwagi                   |
| --- | ------------------ | -- | -- | -- | -- | ------ | ------ | ----- | --- | ----------------------- |
| 1   | RSC Anderlecht     | 28 | 22 | 3  | 3  | 62     | 20     | +42   | 69  | Baraże o mistrzostwo    |
| 2   | Club Brugge        | 28 | 17 | 6  | 5  | 52     | 33     | +19   | 57  | Baraże o mistrzostwo    |
| 3   | KAA Gent           | 28 | 14 | 7  | 7  | 49     | 30     | +19   | 49  | Baraże o mistrzostwo    |
| 4   | Kortrijk           | 28 | 12 | 9  | 7  | 39     | 30     | +9    | 45  | Baraże o mistrzostwo    |
| 5   | Sint-Truiden       | 28 | 12 | 6  | 10 | 35     | 35     | 0     | 42  | Baraże o mistrzostwo    |
| 6   | SV Zulte Waregem   | 28 | 10 | 11 | 7  | 39     | 32     | +7    | 41  | Baraże o mistrzostwo    |
| 7   | KV Mechelen        | 28 | 12 | 3  | 13 | 36     | 46     | −10   | 39  | Baraże o Ligę Europy    |
| 8   | Standard Liège     | 28 | 10 | 9  | 9  | 38     | 34     | +4    | 39  | Baraże o Ligę Europy    |
| 9   | Cercle Brugge      | 28 | 11 | 5  | 12 | 45     | 40     | +5    | 38  | Baraże o Ligę Europy    |
| 10  | Germinal Beerschot | 28 | 9  | 8  | 11 | 30     | 43     | −13   | 35  | Baraże o Ligę Europy    |
| 11  | KRC Genk           | 28 | 8  | 10 | 10 | 33     | 31     | +2    | 34  | Baraże o Ligę Europy    |
| 12  | KVC Westerlo       | 28 | 8  | 8  | 12 | 28     | 34     | −6    | 32  | Baraże o Ligę Europy    |
| 13  | Charleroi          | 28 | 5  | 8  | 15 | 28     | 45     | −17   | 23  | Baraże o Ligę Europy    |
| 14  | Lokeren            | 28 | 5  | 3  | 20 | 22     | 54     | −32   | 18  | Baraże o Ligę Europy    |
| 15  | KSV Roeselare (S)  | 28 | 4  | 6  | 18 | 29     | 58     | −29   | 18  | Baraże o Eerste klasse  |
| 16  | Mouscron (S)       | 0  | 0  | 0  | 0  | 0      | 0      | 0     | 0   | Spadek do Derde klasse1 |

### Wyniki
| Gospodarz \ Gość   | AND | CER | CHA | CLB | GNK | KAA | GBA | KVK  | LOK | KVM | MOU  | ROE | STR | STL | WES | ZWA |
| RSC Anderlecht     |     | 3:2 | 2:0 | 3:2 | 2:0 | 1:1 | 1:0 | 1:0  | 2:0 | 2:0 |      | 3:1 | 1:2 | 1:1 | 3:0 | 2:1 |
| Cercle Brugge      | 1:3 |     | 1:0 | 2:3 | 1:0 | 1:3 | 1:2 | 1:1  | 4:0 | 1:0 | 5:02 | 2:0 | 3:1 | 2:0 | 2:1 | 2:2 |
| Charleroi          | 0:2 | 0:4 |     | 1:2 | 1:3 | 0:2 | 1:0 | 3:3  | 4:1 | 1:2 |      | 3:0 | 0:0 | 2:3 | 1:1 | 0:0 |
| Club Brugge        | 4:2 | 2:1 | 1:0 |     | 1:1 | 1:0 | 1:2 | 2:2  | 2:0 | 1:1 |      | 1:0 | 1:0 | 2:1 | 2:1 | 3:1 |
| KRC Genk           | 0:2 | 2:0 | 1:2 | 2:0 |     | 1:1 | 1:1 | 1:1  | 3:1 | 1:2 | 1:2  | 1:1 | 0:0 | 1:0 | 0:0 | 2:2 |
| KAA Gent           | 2:2 | 3:1 | 2:1 | 1:1 | 2:1 |     | 0:1 | 2:2  | 4:1 | 2:1 | 1:1  | 5:1 | 0:1 | 2:1 | 1:2 | 0:2 |
| Germinal Beerschot | 0:5 | 1:4 | 0:0 | 1:4 | 1:0 | 1:1 |     | 1:0  | 2:1 | 1:3 | 3:2  | 3:0 | 4:1 | 1:1 | 3:1 | 1:1 |
| Kortrijk           | 0:2 | 3:1 | 2:1 | 1:4 | 2:1 | 1:0 | 3:0 |      | 3:1 | 2:0 | 2:2  | 2:0 | 0:1 | 0:2 | 1:1 | 1:0 |
| Lokeren            | 0:4 | 1:1 | 4:1 | 0:1 | 0:2 | 0:1 | 2:0 | 0:0  |     | 2:1 | 4:1  | 1:4 | 1:2 | 1:3 | 1:0 | 1:1 |
| KV Mechelen        | 0:2 | 1:2 | 1:0 | 2:1 | 2:1 | 2:5 | 1:0 | 1:1  | 2:0 |     | 0:1  | 3:2 | 0:2 | 0:0 | 4:1 | 2:1 |
| Mouscron           | 1:2 | 0:1 | 4:1 | 1:1 | 2:0 |     |     | 0:52 | 0:5 |     |      | 0:0 | 2:1 | 0:0 | 0:1 |     |
| KSV Roeselare      | 1:2 | 3:2 | 1:3 | 2:3 | 1:1 | 0:4 | 1:1 | 0:2  | 1:2 | 1:2 | 1:2  |     | 1:2 | 1:5 | 0:0 | 2:0 |
| Sint-Truiden       | 2:1 | 1:1 | 0:0 | 1:1 | 2:4 | 1:2 | 2:0 | 0:2  | 2:1 | 5:2 |      | 2:1 |     | 2:0 | 0:1 | 1:2 |
| Standard Liège     | 0:4 | 1:1 | 1:1 | 3:1 | 1:0 | 0:2 | 2:2 | 3:1  | 2:0 | 3:0 |      | 0:1 | 2:2 |     | 1:0 | 1:1 |
| KVC Westerlo       | 0:2 | 2:1 | 4:0 | 1:4 | 0:1 | 0:0 | 1:1 | 1:1  | 1:0 | 2:0 |      | 2:2 | 2:0 | 2:0 |     | 1:2 |
| SV Zulte Waregem   | 0:2 | 1:0 | 2:2 | 1:1 | 2:2 | 3:1 | 4:0 | 0:2  | 1:0 | 4:1 | 3:1  | 1:1 | 2:0 | 1:1 | 1:0 |     |

Źródło: 
Objaśnienia:
1Drużyna gospodarzy jest wymieniona po lewej stronie tabeli.
2Mecze zostały zweryfikowane na korzyść drużyn Cercle Brugge oraz Kortrijk z wynikiem 5:0 gdyż drużyna Mouscron nie wystawiła zespołu do tych meczów.
Kolory: zielony – zwycięstwo gospodarzy, żółty – remis, różowy – zwycięstwo gości.

## Faza play-off

### Tabela
| Lp. | Drużyna            | M  | Z | R | P | Bramki | Bramki | Różn. | Pkt | Uwagi                                         |
| --- | ------------------ | -- | - | - | - | ------ | ------ | ----- | --- | --------------------------------------------- |
| 1   | RSC Anderlecht (M) | 10 | 7 | 3 | 0 | 24     | 9      | +15   | 59  | Liga Mistrzów UEFA • III runda kwalifikacyjna |
| 2   | KAA Gent           | 10 | 4 | 4 | 2 | 20     | 13     | +7    | 41  | Liga Mistrzów UEFA • III runda kwalifikacyjna |
| 3   | Club Brugge        | 10 | 3 | 3 | 4 | 14     | 15     | −1    | 41  | Liga Europy UEFA • Runda play-off             |
| 4   | Sint-Truiden       | 10 | 3 | 4 | 3 | 9      | 10     | −1    | 34  | Mecz o awans do Ligi Europy                   |
| 5   | Kortrijk           | 10 | 3 | 1 | 6 | 9      | 13     | −4    | 33  |                                               |
| 6   | SV Zulte Waregem   | 10 | 2 | 1 | 7 | 7      | 23     | −16   | 28  |                                               |

### Wyniki
| Gospodarz \ Gość | AND | CLB | KAA | KVK | STR | ZWA |
| RSC Anderlecht   |     | 2:2 | 4:2 | 1:0 | 2:1 | 6:0 |
| Club Brugge      | 1:2 |     | 1:1 | 3:0 | 2:0 | 3:0 |
| KAA Gent         | 1:3 | 6:2 |     | 0:0 | 0:0 | 5:0 |
| Kortrijk         | 1:3 | 2:0 | 1:2 |     | 1:2 | 2:0 |
| Sint-Truiden     | 1:1 | 0:0 | 1:1 | 1:0 |     | 1:2 |
| SV Zulte Waregem | 0:0 | 2:0 | 1:2 | 1:2 | 1:2 |     |

Źródło: 
Objaśnienia:
1Drużyna gospodarzy jest wymieniona po lewej stronie tabeli.
Kolory: zielony – zwycięstwo gospodarzy, żółty – remis, różowy – zwycięstwo gości.

## Baraże o Ligę Europy

### Grupa A
| Lp. | Drużyna       | M | Z | R | P | Bramki | Bramki | Różn. | Pkt | Uwagi        |
| --- | ------------- | - | - | - | - | ------ | ------ | ----- | --- | ------------ |
| 1   | KVC Westerlo  | 6 | 3 | 1 | 2 | 12     | 9      | +3    | 10  | Finał baraży |
| 2   | KV Mechelen   | 6 | 3 | 1 | 2 | 10     | 8      | +2    | 10  |              |
| 3   | Cercle Brugge | 6 | 2 | 1 | 3 | 9      | 12     | −3    | 7   |              |
| 4   | Lokeren       | 6 | 1 | 3 | 2 | 12     | 14     | −2    | 6   |              |

| Gospodarz \ Gość | CER | LOK | KVM | WES |
| Cercle Brugge    |     | 1:1 | 2:1 | 2:0 |
| Lokeren          | 5:3 |     | 2:2 | 3:3 |
| KV Mechelen      | 1:0 | 3:1 |     | 1:3 |
| KVC Westerlo     | 4:1 | 2:0 | 0:2 |     |

### Grupa B
| Lp. | Drużyna            | M | Z | R | P | Bramki | Bramki | +/– | Pkt |              |
| --- | ------------------ | - | - | - | - | ------ | ------ | --- | --- | ------------ |
| 1   | KRC Genk           | 6 | 5 | 1 | 0 | 12     | 3      | +9  | 16  | Finał baraży |
| 2   | Standard Liège     | 6 | 2 | 2 | 2 | 8      | 5      | +3  | 8   |              |
| 3   | Germinal Beerschot | 6 | 1 | 2 | 3 | 6      | 12     | −6  | 5   |              |
| 4   | Charleroi          | 6 | 1 | 1 | 4 | 6      | 10     | −4  | 4   |              |

| Gospodarz \ Gość   | CHA | GNK | GBA | STL |
| Charleroi          |     | 1:2 | 0:1 | 1:0 |
| KRC Genk           | 3:0 |     | 2:0 | 1:0 |
| Germinal Beerschot | 2:2 | 1:3 |     | 2:2 |
| Standard Liège     | 2:0 | 1:1 | 3:0 |     |

### Finał baraży o Ligę Europy
Zwycięskie drużyny z obydwu grup rozegrały ze sobą dwumecz finałowy. Pozwoliło to wyłonić najlepszą drużynę wśród wszystkich uczestników baraży, która uzyskała prawo do meczu o awans do Ligi Europy z czwartą drużyną rozgrywek zasadniczych. 
| 2 maja 2010 20:30 CEST | KRC Genk · De Bruyne 84' · Yeboah 90' | 2:2 | KVC Westerlo · Jakowenko 22' · Liliu 62' | Cristal Arena, Genk Widzów: 18.125 Sędzia: Paul Allaerts |
|                        |                                       |     |                                          |                                                          |

| 7 maja 2010 20:30 CEST | KVC Westerlo | 0:3 | KRC Genk · João Carlos 4' · Buffel 71' · Ogunjimi 81' | Het Kuipje, Westerlo Widzów: 8.200 Sędzia: Johan Verbist |
|                        |              |     |                                                       |                                                          |

Genk wygrał łącznie 5:2 i awansował.

### Mecz o awans do Ligi Europy
Czwarta drużyna z baraży mistrzowskich Sint-Truiden oraz Genk - zwycięska drużyna z powyższych baraży o Ligę Europy zagrały ze sobą dwumecz o awans do rozgrywek europejskich.  
| 13 maja 2010 20:30 CEST | KRC Genk · Ogunjimi 19' · Camus 59' | 2:1 | Sint-Truiden · Sidibe 40' | Cristal Arena, Genk Widzów: 22.183 Sędzia: Jérôme Efong Nzolo |
|                         |                                     |     |                           |                                                               |

| 16 maja 2010 20:30 CEST | Sint-Truiden · Sidibe 6' (k.) · Onana 79' | 2:3 | KRC Genk · Ogunjimi 21' · Barda 44' · Buffel 56' | Staaienveld, Sint-Truiden Sędzia: Johan Verbist |
|                         |                                           |     |                                                  |                                                 |

## Baraże o Eerste klasse
Drużyna z miejsca 15 KSV Roeselare uczestniczy w barażach wraz z drużynami z miejsc 2-4 grającymi wcześniej w niższej klasie rozgrywkowej czyli Tweede klasse.
zakwalifikowane drużyny do tych baraży
- K.S.V. Roeselare - 15. miejsce w Eerste klasse.
- K.V.S.K. United Overpelt-Lommel 2. miejsce w Tweede klasse.
- R.A.E.C. Mons 3. miejsce w Tweede klasse.
- K.A.S. Eupen 4. miejsce w Tweede klasse.

### Wyniki i tabela
| Team        | Pts | Pld | W | D | L | GF | GA |
| ----------- | --- | --- | - | - | - | -- | -- |
| Eupen (P)   | 13  | 6   | 4 | 1 | 1 | 9  | 4  |
| Mons        | 8   | 6   | 2 | 2 | 2 | 8  | 8  |
| KVSK United | 6   | 6   | 2 | 0 | 4 | 7  | 7  |
| Roeselare   | 6   | 6   | 1 | 3 | 2 | 5  | 10 |

| Mons        | 3-2 | Eupen       |
| Roeselare   | 2-1 | KVSK United |
| KVSK United | 1-0 | Mons        |
| Eupen       | 3-0 | Roeselare   |
| Eupen       | 1-0 | KVSK United |
| Mons        | 2-2 | Roeselare   |

| KVSK United | 0-1 | Eupen       |
| Roeselare   | 0-0 | Mons        |
| KVSK United | 4-1 | Roeselare   |
| Eupen       | 2-1 | Mons        |
| Roeselare   | 0-0 | Eupen       |
| Mons        | 2-1 | KVSK United |

Do rozgrywek Eerste klasse w sezonie 2010/2011 awansowała drużyna Eupen

## Strzelcy
15 bramek
- Romelu Lukaku (RSC Anderlecht)

13 bramek
- Dorge Kouemaha (Club Brugge)
- Ibrahim Sidibe (Sint-Truiden)

12 bramek
- Teddy Chevalier (SV Zulte Waregem)
- Cyril Théréau (Charleroi)

11 bramek
- Dawid Janczyk (Lokeren i Germinal Beerschot)

10 bramek
- Milan Jovanović (Standard Liège)

9 bramek
- Christian Benteke (Kortrijk)
- Mbark Boussoufa (RSC Anderlecht)
- Elimane Coulibaly (KAA Gent)
- Dominic Foley {Cercle Brugge)
- Faris Haroun (Germinal Beerschot)

Źródło: